# Dactyloscopus zelotes
Dactyloscopus zelotes е вид лъчеперка от семейство Dactyloscopidae.

## Разпространение
Видът е разпространен в Колумбия, Коста Рика, Никарагуа, Панама, Салвадор и Хондурас.